# Skogsjön, Västergötland
Skogsjön är en sjö i Tibro kommun i Västergötland och ingår i Motala ströms huvudavrinningsområde.